# Cornelis Knigge
Cornelis Knigge (Mijdrecht, 23 november 1854 - Wilnis, 22 februari 1941) was een Nederlands landbouwer, bestuurder en politicus voor de Rooms-Katholieke Staatspartij.
Cornelis Knigge was een zoon van landbouwer Jan Knigge en Gijsberta Hogenes. Na de lagere school volgde hij landbouwonderwijs waarna hij in de landbouw ging werken, en uiteindelijk directeur werd van een tuinbouwbedrijf in Mijdrecht.

## Politiek
In 1908 werd hij bij tussentijdse verkiezingen gekozen als lid van de Provinciale Staten van Utrecht namens het district Breukelen, en hij zou tot 1938 Statenlid blijven. In 1912 werd hij daarnaast ook lid van de gemeenteraad van Wilnis, een functie die hij tot 1939 uitoefende. Vanaf april 1912 was hij anderhalf jaar ook wethouder van Wilnis, en wederom van 1919 tot 1939. Als wethouder was hij onder meer verantwoordelijk voor openbare werken en waterstaat.
In 1922 werd Knigge als vijfde op de kieslijst (Arnhem, Nijmegen en Utrecht) gekozen in de Tweede Kamer der Staten-Generaal namens de Rooms-Katholieken. In de Kamer voerde hij echter maar een paar keer het woord. Als hij dat al deed, was dat over arbeid, koloniën en landbouw. Hij zou maar een periode lid blijven - in 1925 was hij zesde op de kieslijst, en werd hij niet herkozen.